# William Norvin
Karl Peter William Johannes Norvin (* 7. Juni 1878 in Kopenhagen; † 16. August 1940 in Charlottenlund) war ein dänischer Altphilologe und Historiker.
Norvin hatte Klassische Philologie an der Universität Kopenhagen bei Johan Ludvig Heiberg studiert. Von 1924 an hatte er dort eine Professur inne. 1934 wurde er Mitglied der Königlich Dänischen Akademie der Wissenschaften.
Norvin gab neben anderen wissenschaftlichen Arbeiten die Kommentare des Olympiodoros des Jüngeren zu Platons Dialogen Phaidon und Gorgias heraus.